# Höglyftanordning
Höglyftanordningar är det svenska samlingsbegreppet för anordningar som tillfälligt kan aktiveras för att höja flygplanvingens aerodynamiska lyftkraft under till exempel start och landning. Några exempel är vingklaffar, spaltvingar och aktiv gränsskiktskontroll.

En modern flygplansvinge.
1. Winglet
2. Lågfartsskevroder
3. Högfartsskevroder
4. Strömlinjeformat hölje för klaffarnas utfällningsmekanism
5. Krügerklaffar
6. Slats
7. Inre trestegsklaffar
8. Yttre trestegsklaffar
9. Spoiler
10. Luftbroms